# Astragalus leptorhaphis
Astragalus leptorhaphis är en ärtväxtart som beskrevs av Joseph Friedrich Nicolaus Bornmüller och Erwin Gauba. Astragalus leptorhaphis ingår i släktet vedlar, och familjen ärtväxter. Inga underarter finns listade i Catalogue of Life.